# Metilenediossipirovalerone
Il Metilenediossipirovalerone (3,4-metilenediossipirovalerone, MDPV) è una sostanza psicoattiva con proprietà stimolanti che agisce come inibitore della ricaptazione di noradrenalina e dopamina (NDRI). È stata introdotta sul mercato intorno al 2004 come una nuova droga di sintesi. È noto anche come MDPK, MTV, Magic, Maddie, Super Coke e PV.

## Aspetto
La sostanza appare come una polvere bianca o marrone chiara, igroscopica e con un leggero odore. Si scurisce lievemente e assume un odore simile a quello di una patata se esposta all'aria per un significativo periodo di tempo. Tra i primi campioni che apparirono sul mercato, fu identificata un'impurità che si scoprì consistere in pirrolidina.

## Farmacologia
Il Metilenediossipirovalerone non è stato mai approvato dall'FDA americana per scopi medici. Si riporta avere quattro volte la potenza del metilfenidato (Ritalin). L'MDPV è un analogo del composto pirovalerone, sviluppato negli anni 60, che è stato usato per il trattamento della fatica cronica e come anoressizzante, causando tuttavia problemi di abuso e dipendenza. L'MDPV differisce dal pirovalerone per la presenza della sostituzione 3,4-metilendiossi sull'anello aromatico al posto del 4-metile. L'MDPV è stato sintetizzato per la prima volta nell'ambito della ricerca di molecole della serie degli 1-[(3,4-Metilenediossi)fenil]-2-pirrolidino-1-alcanoni, per valutarne l'azione stimolante.
La pubblicazione riporta uno studio di “molecular modelling” per predire alcune proprietà molecolari di una serie di catinoni e delle corrispondenti fenetilamine. Tra i catinoni, viene riportato anche l'MDPV per il quale è stata calcolata una bassa lipofilia e un logBBB (ossia il logaritmo del rapporto tra la concentrazione della molecola nel cervello rispetto alla concentrazione nel sangue), pari a 0.59.
Di questi valori calcolati, il LogBBB dell'MDPV risulta essere il più elevato tra i catinoni riportati nella pubblicazione (ad esempio viene portato un LogBBB pari a 0.25 per il mefedrone, 0.33 per il butilone), indicando una potenziale capacità dell'MDPV di penetrare la barriera ematoencefalica più elevata rispetto ad altri suoi analoghi. Comunque, nonostante possieda una struttura similare, gli effetti dell'MDPV differiscono dagli altri derivati fenilalchilaminici come il 3,4-metilendiossi-N-metamfetamina (noto anche come MDMA), producendo soprattutto effetti stimolanti, possedendo solo modeste qualità entactogene.

## Effetti
L'MDPV agisce come stimolante ed è stato riportato avere effetti simili a quelli prodotti da cocaina, metilfenidato e anfetamine.  Gli effetti possono comprendere:

### Effetti fisiologici
- tachicardia
- ipertensione
- vasocostrizione
- insonnia
- nausea
- bruxismo
- aumento della temperatura corporea, brividi, sudorazione
- dilatazione delle pupille
- mal di testa
- dolori ai reni
- vertigini
- iperstimolazione
- difficoltà a respirare
- agitazione/ipertonia
- Afasia -e difficoltà a esprimersi

### Effetti psichici
- euforia
- incremento di vigilanza e consapevolezza
- incremento della veglia
- incremento di energia e motivazione
- aumento della concentrazione
- incremento della sociabilità
- stimolazione sessuale/effetti afrodisiaci
- modesti effetti empatogeni
- decremento della percezione del bisogno di mangiare e dormire

### Descrizione degli effetti
Gli effetti psichici durano approssimativamente 3 o 4 ore, con effetti postumi quali tachicardia, ipertensione e modesta stimolazione che durano dalle 6 alle 8 ore. Ad alti dosaggi è stato osservato causare intensi e prolungati attacchi di panico in individui intolleranti, e sono stati riportati anche episodi di psicosi causati da episodi di deprivazione di sonno e frequenti somministrazioni. L'MDPV si distingue da altre sostanze anche per i suoi effetti afrodisiaci. Il rischio di ripetute somministrazioni della sostanza a intervalli frequenti è molto alto.
È stato riportato che massicce somministrazioni di MDPV possono causare severi comedown, caratterizzati da depressione, letargia, mal di testa, ansia, ipotensione posturale (vertigini e debolezza muscolare). L'MDPV può anche causare un temporaneo bruxismo. Gli effetti indesiderati sono ampiamente dose-dipendenti. Nessuna fatalità è stata riportata senza la combinazione con altre sostanze.
Le modalità di assunzione della sostanza sono molteplici: orale, intranasale, inalazione, rettale ed endovenosa. Si suppone essere già attiva alla dose di 3–5 mg, ma le dosi tipiche spaziano tra i 5 e i 20 mg. L'MDPV perde parte della sua efficacia se messo in una soluzione.

### Durata degli effetti[9]
|               | Orale           | Intranasale     |
| ------------- | --------------- | --------------- |
| Onset         | 15 - 30 minuti  | 5 - 20 minuti   |
| Coming Up     | 30 - 60 minuti  | 15 - 30 minuti  |
| Plateau       | 30 - 180 minuti | 30 - 120 minuti |
| Coming Down   | 30 - 120 minuti | 30 - 60 minuti  |
| Post-effetti  | 2 - 48 Ore      | 2 - 48 Ore      |
| Durata totale | 2.0 - 7.0 Ore   | 2.0 - 3.5 Ore   |

## Metabolismo
Lo studio valuta il metabolismo dell'MDPV in vitro usando microsomi epatici umani e frazioni cellulari S9 per studiare il metabolismo di fase I ad opera del CYP450 e uridina 5′-difosfoglucuronosiltransferasi (UGT) e sulfotransferasi (SULT) per studiare il metabolismo di fase II.
I metaboliti ottenuti sono stati analizzati per gas cromatografia accoppiata alla spettrometria di massa (GC-MS) dopo derivatizzazione con TMS.
Lo studio ha dimostrato che i principali metaboliti dell'MDPV sono catecol- e metilcatecol-pirovalerone che vengono coniugati successivamente come sulfonati e glucuronati. Il metodo è stato validato per la determinazione di MDPV nelle urine, determinando inoltre i limiti di rilevamento e quantificazione, la linearità, la ripetibilità e l'accuratezza.

## Stato legale
In Italia, con il decreto del Ministero della Salute dell'11 maggio 2011, l'MDPV è stato inserito nella Tabella I delle sostanze, rendendolo di fatto illegale.
Nel Regno Unito è illegale vendere, comprare o possedere la sostanza senza una licenza. La pena può raggiungere un massimo di 5 anni e/o una sanzione pecuniaria per il possesso, fino a 14 anni per la produzione o il traffico.
Negli Stati Uniti la sostanza non è posta sotto controllo, ma incominciò ad attirare l'attenzione dei media all'inizio del 2011. Stando al 15 aprile 2011, due sostanze chimiche usate nella produzione dell'MDPV sono state bandite in 7 stati, che includono Louisiana, Florida, Alabama, Mississippi, North Dakota, Washington e New Jersey. Una terza sostanza che compone l'MDPV è stata bandita in altri 10 stati, che includono Idaho, Utah, Wyoming, New Mexico, Arkansas, Kentucky, Michigan, Virgina, West Virginia e North Carolina.
L'MDPV risulta essere una sostanza posta sotto controllo in
Svezia: dal 2010 l'MDPV ed il butilone sono classificate come droghe narcotiche.
Danimarca: da marzo 2009 l'MDPV è stato aggiunto alla lista delle sostanze controllate.
Finlandia: l'MDPV è stato inserito nel Narcotics Act da giugno 2010.
Romania: dal 21 luglio 2010 sono state messe sotto controllo MDPV, etcatinone, MBZP, JWH-250, JWH-073, 2C-C e 5-MeoDALT.
Irlanda: da maggio 2010 l'MDPV è inserito nella lista delle sostanze sottoposte a controllo, insieme a cannabinoidi sintetici, altri catinoni e derivati delle benzilpiperazine.
Regno Unito: da aprile 2010, il Misuse of Drugs order vede l'MDPV nella lista delle sostanze dall'uso controllato.

## Trattamento
In caso di sovradosaggio si consiglia di rivolgersi al più vicino ospedale o centro tossicologico. Generalmente l'overdose da MDPV viene trattata con farmaci ansiolitici come il Valium o lo Xanax.